# 福島學院前站

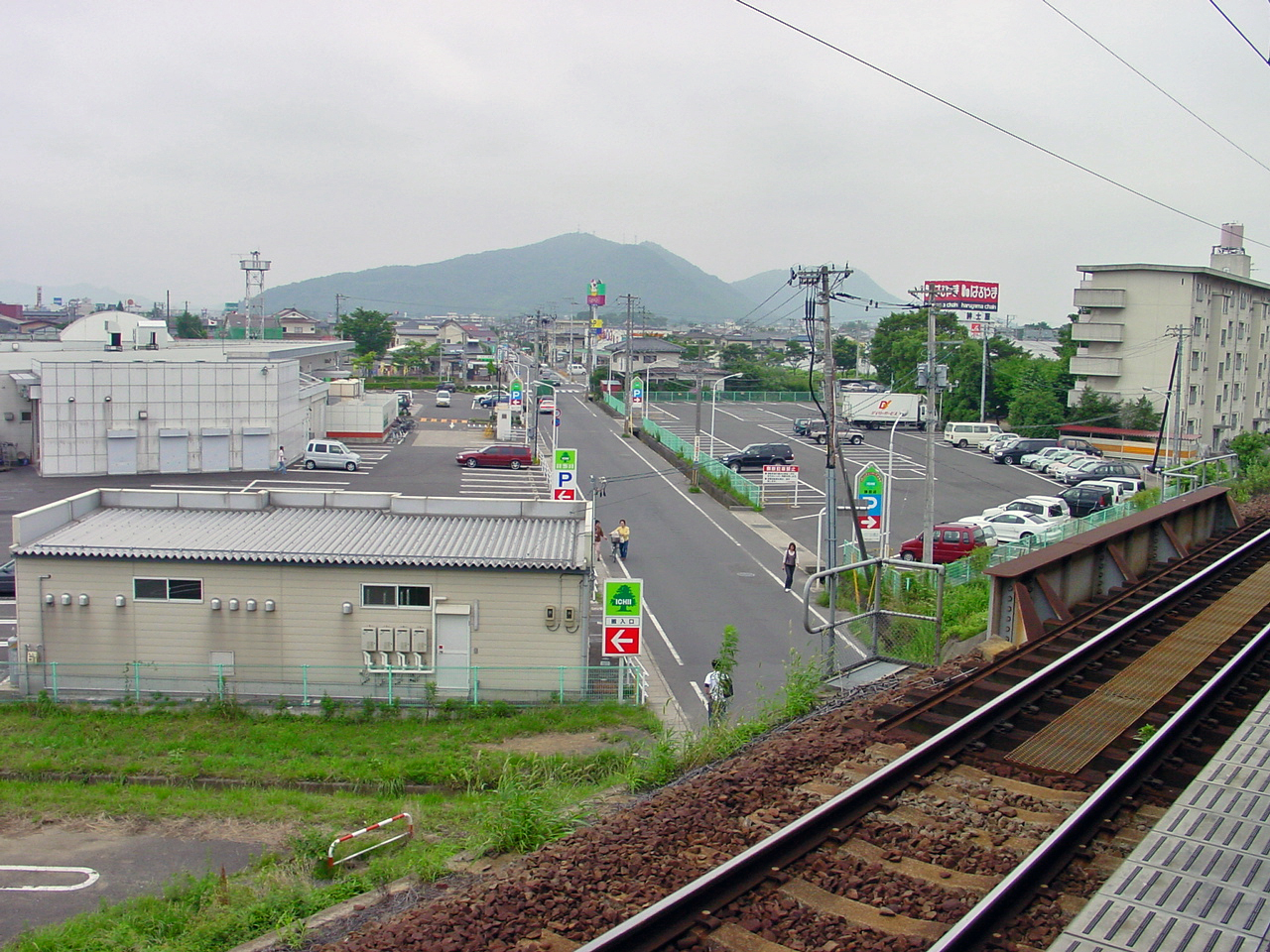
從月台上望見福島市的象徵信夫山（2003年7月）

福島學院前站（日语：／ Fukushima-Gakuinmae eki */?）是位於福島縣福島市瀨上町字街道東8番3號，阿武隈急行的阿武隈急行線車站。

## 歷史
- 2000年（平成12年）3月11日 - 車站啟用。

截至2015年3月，此站是阿武隈急行線內最新車站。

## 車站構造
此站是地面車站，設有1面1線的單式月台。車站位於市道上方。月台位於高地。

## 利用狀況
在2016年度的1日平均乘車人次為326人。以下為近年乘車人次變化：
| 乘車人員變化 | 乘車人員變化     |
| 年度         | 1日平均 乘車人次 |
| ------------ | ---------------- |
| 2000         | 189              |
| 2001         | 255              |
| 2002         | 271              |
| 2003         | 299              |
| 2004         | 342              |
| 2005         | 356              |
| 2006         | 340              |
| 2007         | 347              |
| 2008         | 326              |
| 2009         | 293              |
| 2010         | 310              |
| 2011         | 254              |
| 2012         | 329              |
| 2013         | 329              |
| 2014         | 326              |
| 2015         | 344              |
| 2016         | 326              |

## 車站周邊
尤如其名，福島學院大學宮代校園距離車站100米。車站附近設有超級市場。有許多學生使用此站。在車站東邊設有國道4號南北走向。
北邊
- 福島學院大學（日语：福島学院大学）宮代校園
  - 福島學院大學短期大學部
- 福島縣道353號國見福島線（日语：福島県道353号国見福島線）

南邊
- Ichii（日语：いちい）鎌田店
  - 摩斯漢堡福島鎌田店
- Pets Mum鎌田店
- DAIYU EIGHT（日语：ダイユーエイト）福島鎌田店
- Office Eight福島鎌田店
- Big Boy（日语：ビッグボーイ (レストラン)）福島鎌田店
- 佐周書店
- 福島東郵局（日语：福島東郵便局）
- 福島市消防本部（日语：福島市消防本部）飯坂消防署東出張所
- 福島縣道387號飯坂保原線（日语：福島県道387号飯坂保原線）
- 福島交通「福島学院前」巴士站

## 相鄰車站
阿武隈急行
■阿武隈急行線
卸町－福島學院前－瀨上

## 注腳
1. ↑  .   [2021-01-18]. （原始内容存档于2018-06-08）.